# Ichneumon ingratus
Ichneumon ingratus là một loài tò vò trong họ Ichneumonidae.